# Dumitru Carlaont
Dumitru Carlaont, romunski general, * 1888, † 1970.